# ريتشارد روبرتس
السير ريتشارد جون روبرتس (بالإنجليزية: Sir Richard John Roberts) ـ (ولد في ديربي في 6 سبتمبر 1943) هو عالم كيمياء حيوية وبيولوجيا جزيئية بريطاني. تقاسم جائزة نوبل في الطب سنة 1993 مع الأمريكي فيليب شارب لاكتشافهما الإنترونات في الدنا الخاص بحقيقيات النوى وآلية الربط الجيني.
حصل على لقب سير (فارس) سنة 2008.